# オーギュスト・モンフェラン

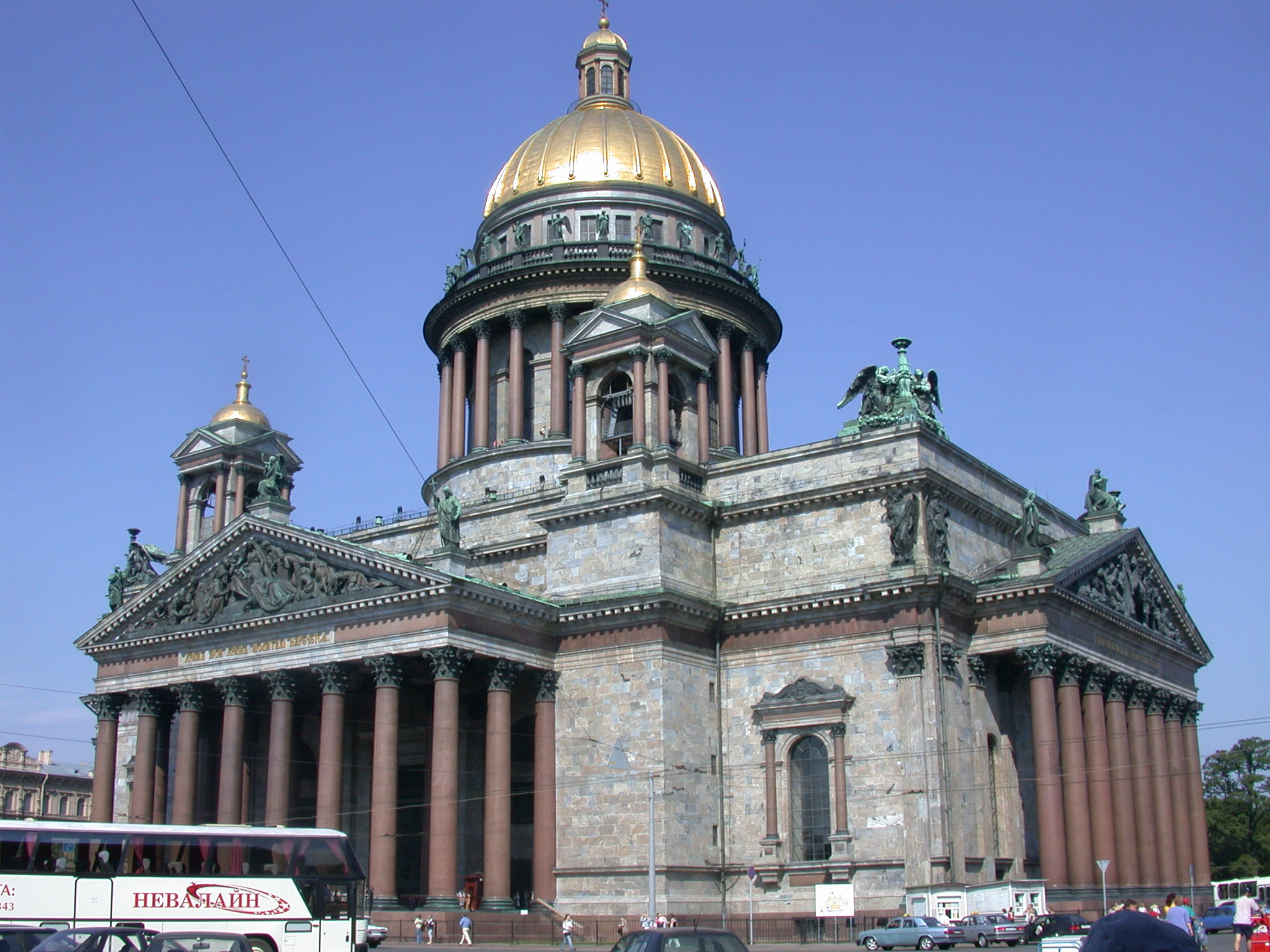
聖イサアク大聖堂

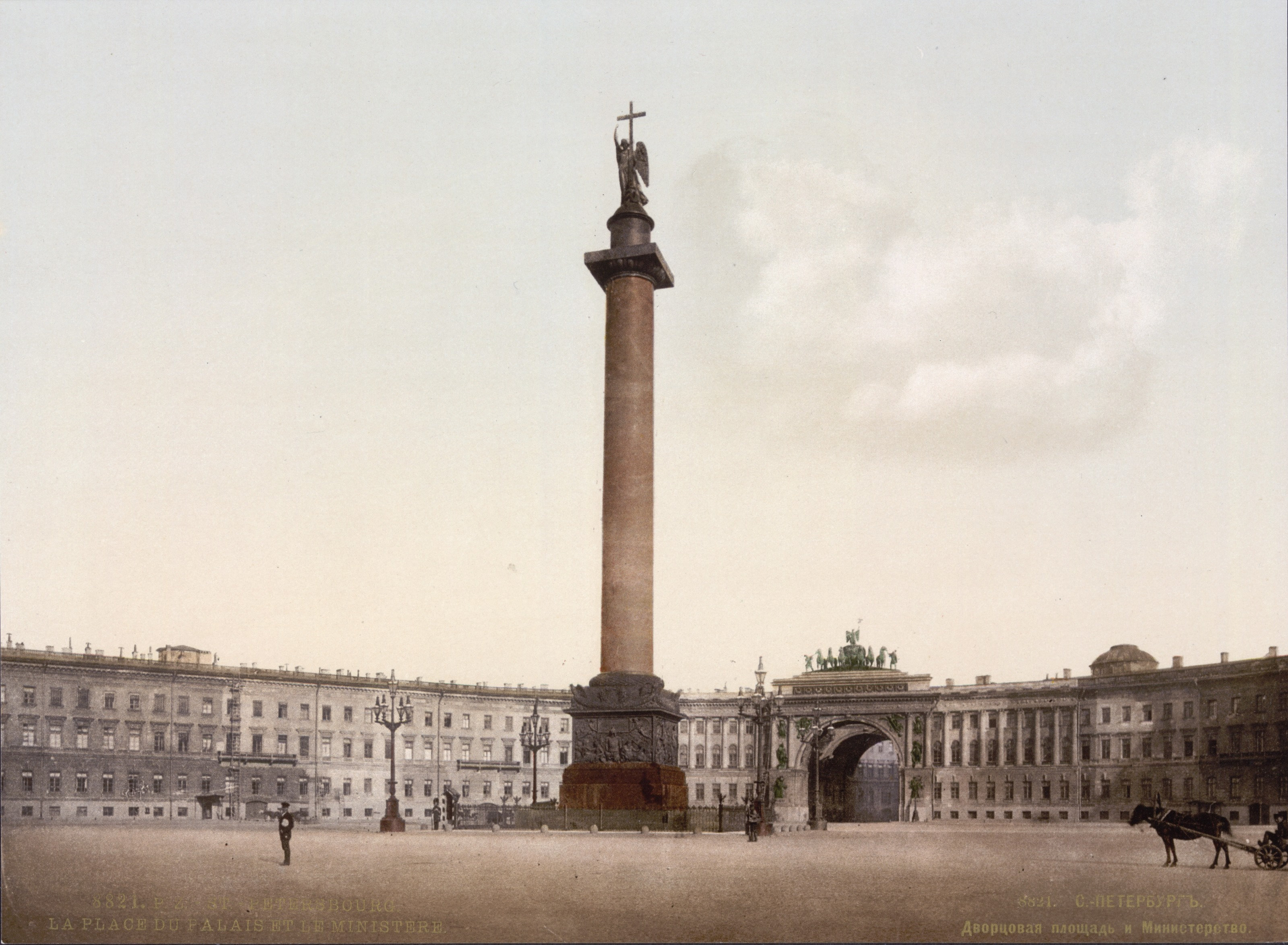
アレクサンドル戦勝記念柱

オーギュスト・リカール・ド・モンフェラン（August Ricard de Montferrand、1786年1月23日-1858年7月10日) は、19世紀にロシアで活躍したフランス人建築家。聖イサアク大聖堂の再建で、建築史にその名を刻んだ人物。聖イサク聖堂の石柱や宮殿広場の アレクサンドル戦勝記念柱などの複雑な大事業も多く手がけた。
その他の代表作として、ロバーノフ＝ロストーフスキー公邸宅、自邸、ニコライ1世像、ロストーフビル、コチュベーイハウスの再構とインテリアデザイン、ロシア海軍地内の教会塔、カウントリッタハウス、旧デミドーフ邸（のちにイタリア大使館に。内装は改修）、レルヒ邸、冬の宮殿インテリア、ベタンコートの墓、パリのルイーズ（母）の墓、などがある。